# Lijst van vuurtorens in België
Dit artikel vormt een overzicht van de geschiedenis van vuurtorens in België, en geeft ook een opsomming van de huidige vuurtorens, lichtopstanden en lichtschepen.

## Geschiedenis

### Vuurtorens langs de Belgische kust

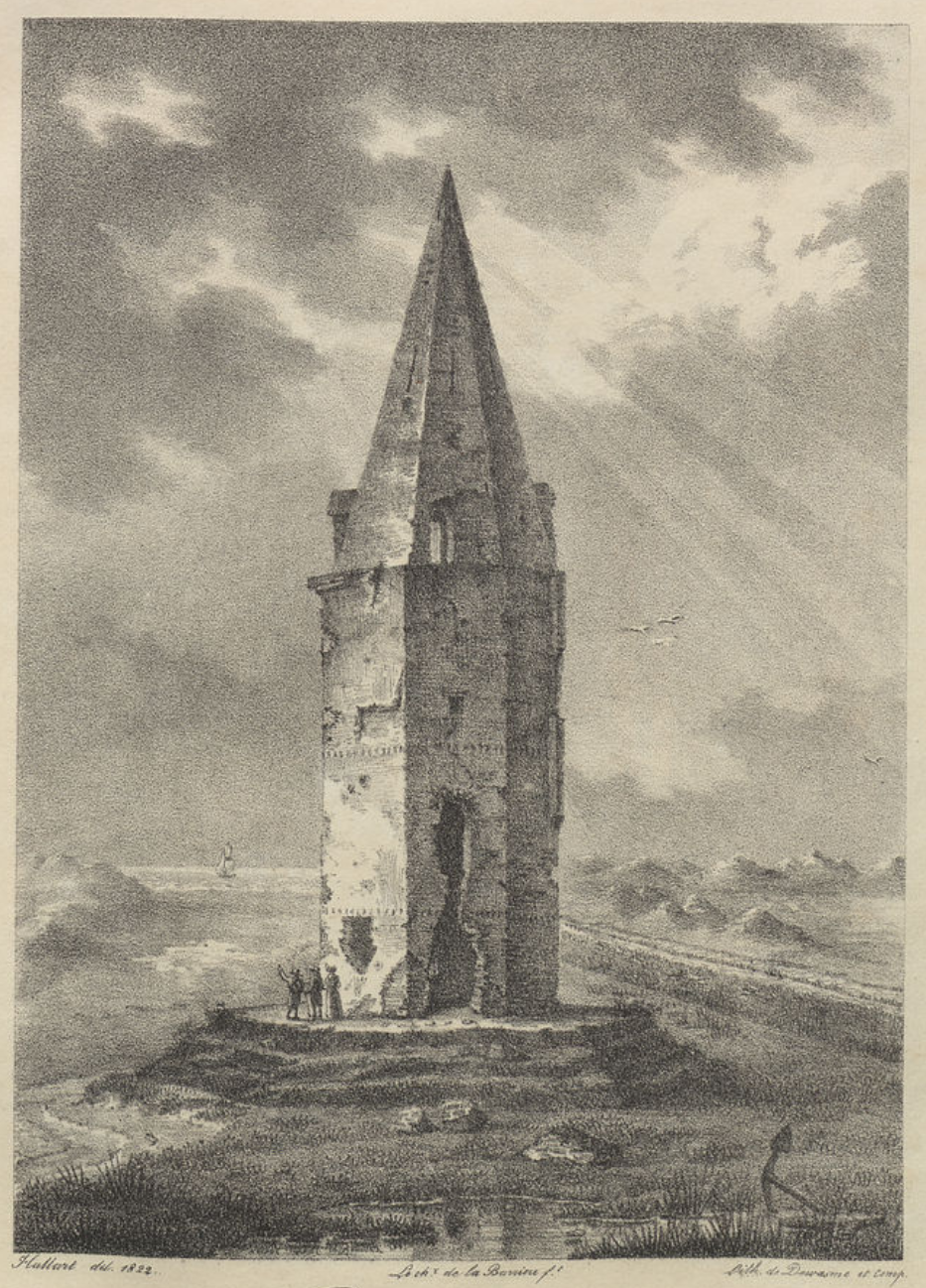
De Vierboete van Nieuwpoort anno 1822 op een litho van Prosper de la Barrière.

Een van de oudste vuurtorens van Europa stond sinds 1284 in Nieuwpoort. Hij stond bekend als de Vierboete en was zo'n dertig meter hoog. In 1863 werd het gebouw geklasseerd als historisch monument. In 1896 werd de vuurtoren gedoofd, waarna het Belgisch leger deze in 1914 dynamiteerde. In 1996 werden de ruïnes van de vuurtoren opgegraven. Er stonden doorheen de geschiedenis nog meer vuurtorens in Nieuwpoort. Tussen 1881 en 1883 werd een 26 meter hoge toren gebouwd als opvolger van de Vierboete. Gedurende de Slag om de IJzer tijdens de Eerste Wereldoorlog werd deze echter vernietigd. Vervolgens werd tussen 1922 en 1926 opnieuw een vuurtoren opgebouwd op dezelfde locatie, maar deze werd in 1944 gedynamiteerd en daarbij vernietigd. Uiteindelijk werd in 1949 de huidige vuurtoren van Nieuwpoort gebouwd die nog steeds actief is.

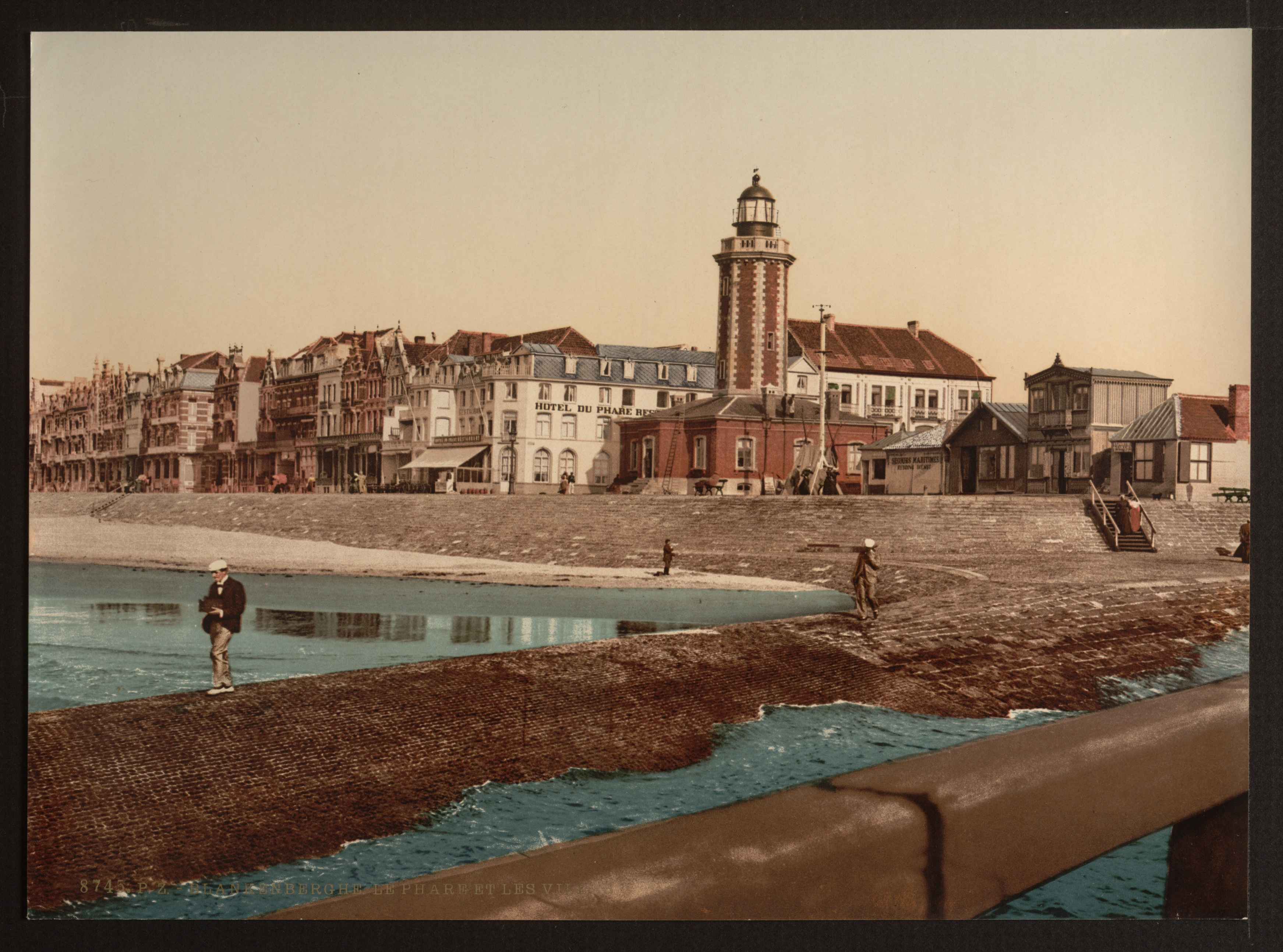
De vuurtoren van Blankenberge eind 19de eeuw, voordat de Duisters deze opbliezen.

De eerste sporen van een vuurtoren in Blankenberge dateren uit 1337. De eerste stenen toren dateert van 1526. Er volgden nog een aantal andere torens, waaronder een in 1771 gebouwde vuurtoren die tijdens de Franse veldtocht in de Nederlanden verdween, en de in 1817 geïnstalleerde vuurtoren op het in 1973 gesloopte Fort Napoleon. In 1872 opende op de huidige locatie een vuurtoren. In 1944 werd de toren door de Duitsers opgeblazen tijdens de Tweede Wereldoorlog. De huidige vuurtoren, de Comte Jean Jetty, werd op dezelfde locatie in 1950 geopend en is nog steeds actief.
Een vuurtoren in Knokke-Heist wordt al vanaf 1365 vermeld. De lokale vissers die onder andere aan haringvangst deden, gebruikten deze om hun thuishaven terug te vinden. In de vijftiende eeuw diende de toren als baken voor handelsschepen die landinwaarts trokken via het Zwin. Aan het einde van de zestiende eeuw werd het tot dan toe houten baken vervangen door een stenen toren. Deze werd door de Watergeuzen vernield. Na de Tachtigjarige Oorlog werd een nieuwe vuurtoren gebouwd. Deze stond tot eind negentiende eeuw in de duinen, waar rond 1860 het Grand Hôtel du Phare werd gebouwd. Beide verdwenen later echter weer. Tussen 1871 en 1872 bouwde men in de duinen de vuurtoren van Knokke om de monding van de Schelde terug te kunnen vinden. In 1914 vernielde de bezetter deze, en werd door gebrek aan middelen nooit gerepareerd. In 1952 werden de restanten ervan afgebroken, maar in 2007 werd op dezelfde locatie een replica van het gebouw geopend als toeristisch centrum. In dezelfde gemeente opende twee vuurtorens in 1907, om de ingang van de nieuwe zeehaven van Brugge aan te duiden. Het Hoog Licht, versierd met art nouveau-elementen, en het Laag Licht werden gebouwd tussen 1905 en 1907. Beide zijn bewaard gebleven, hoewel ze sinds 1977 buiten dienst zijn gesteld. Vlakbij de lage toren werd in 1983 een nieuwe hoge vuurtoren opgetrokken. Zijn lage equivalent staat, eveneens sinds 1983, in de haven.

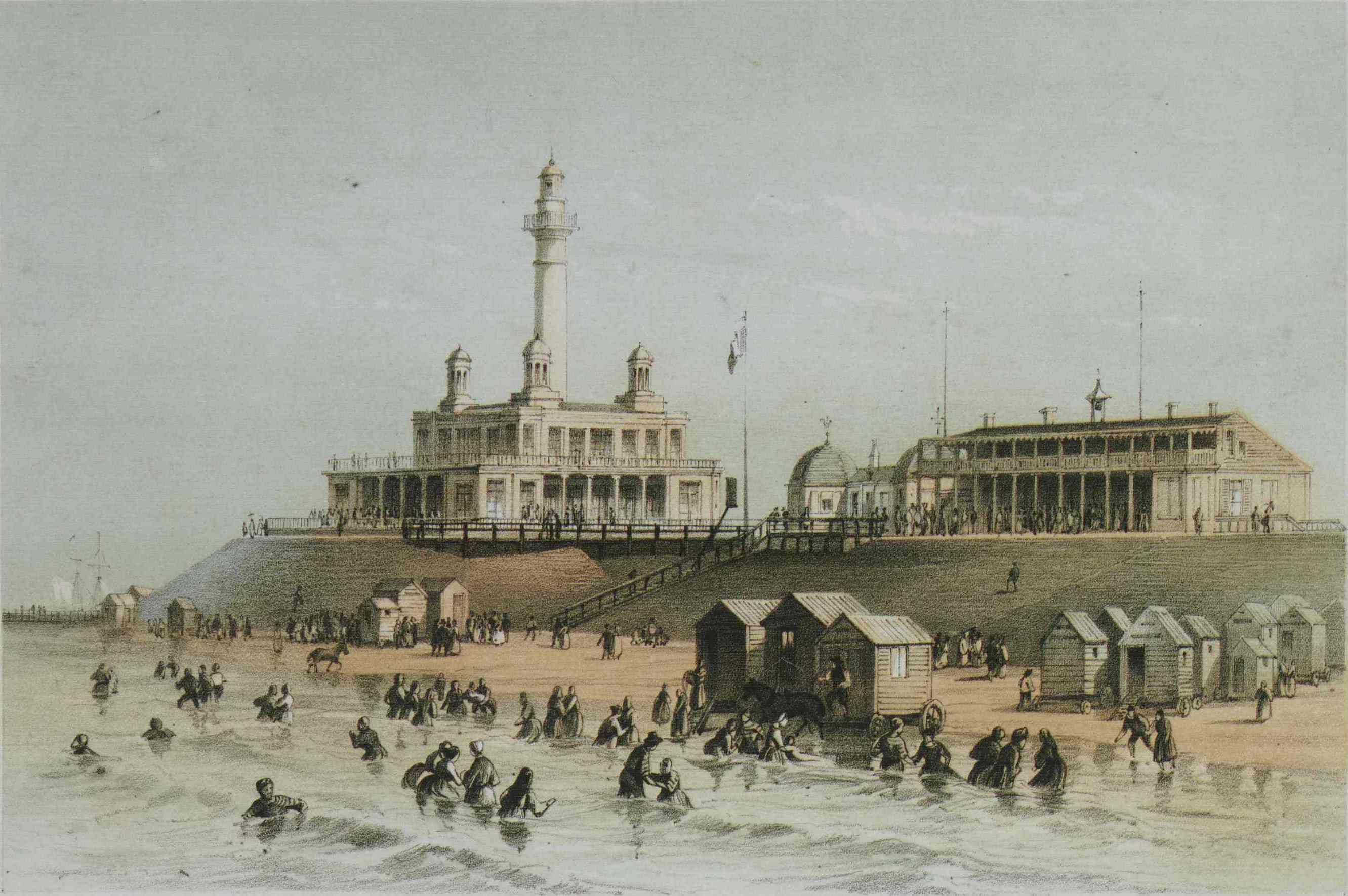
De in 1771 gebouwde vuurtoren van Oostende op een litho van William Toovey.

Sinds 1366 zijn er aanwijzingen van vuurtorens in Oostende. De eerste recente vuurtoren, de Vlaggenstok, opende in 1771 op de zeedijk. Door de toegenomen bebouwing op de dijk verminderde de zichtbaarheid van de toren, waardoor deze in 1860 werd gedoofd en opgevolgd door een nieuwe vuurtoren op een andere locatie in Oostende. De nieuwe toren werd in 1915 verwoest door de bezetter, waardoor de oude zijn functie opnieuw opnam. Hij bleef tot 1926 in gebruik, en werd dat jaar opgevolgd door een derde vuurtoren. Zowel de Vlaggenstok als deze nieuwe toren werden in 1944 door de Duitsers opgeblazen. Op deze locatie werd in 1954 het Nationaal Monument voor de Zeelieden opgericht, dat het silhouet van de vuurtoren nabootst. In 1948 opende de Lange Nelle, een zestig meter hoge nieuwe vuurtoren. In 1998 kreeg het zijn huidige beschildering, en de toren is nog steeds actief. 

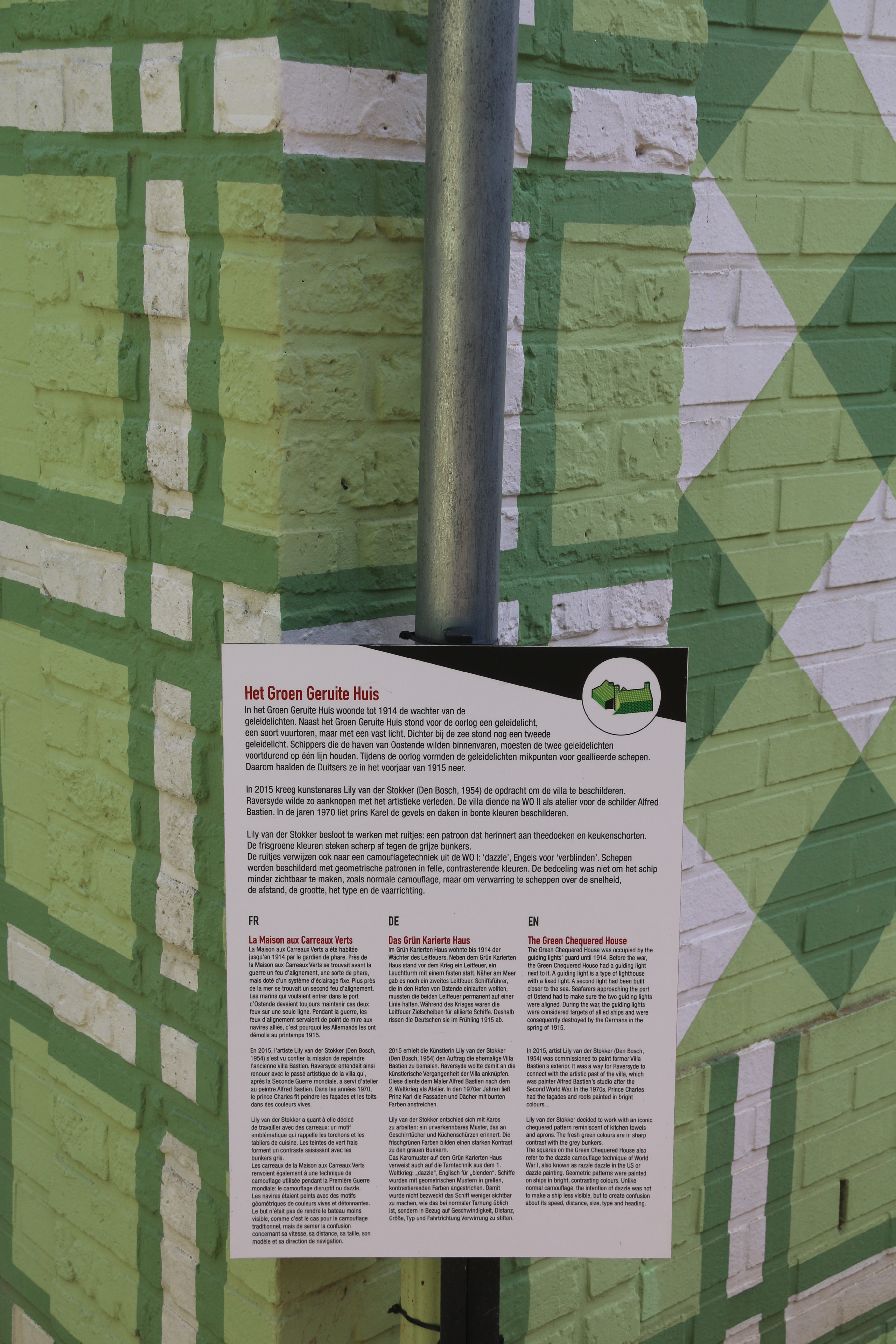
Detail van infobord aan de voormalige lichtwachterswoning in Raversijde.

Nog in Oostende, werden in 1894 twee lichttorens opgetrokken in het huidige provinciedomein Raversijde. Deze verschillen van de traditionele vuurtorens omdat er geen draaiende lichtbron aanwezig was, maar enkel een vast licht. Het hoog en laag licht stonden opgesteld zodat ze het midden van het westervaarwater van de Stroombank aanduidden. Vlakbij de hoogste toren stond een woning voor de lichttorenwachter, die later door prins Karel werd omgevormd worden tot gastenverblijf villa Bastien. Tijdens de Eerste Wereldoorlog, in 1915, werden de beide lichttorens vernietigd door het Duitse marinekorps. In 1931 werden de laatste resten ervan verwijderd, maar de lichtwachterswoning bleef bewaard. In 2015 pakte kunstenares Lily van der Stokker het gebouw aan, en maakte ze er het Groen Geruite Huis van.
Op de Brugse Omookaai staat een uit 1885 daterende vuurtoren in gietijzer die in 2005 als beschermd monument werd erkend. Het is niet de enige vuurtoren in de stad, want tussen 1905 en 1907 werd er ook een gebouwd in de zeehaven. Deze vuurtoren van Zeebrugge verloor zijn belang door de uitbreiding van de haven, maar is desalniettemin nog steeds actief.
Naast deze vuurtorens zijn er ook nog tal van kleinere toren die vaak op de havenhoofden staan en stonden. Zij worden lichtopstanden genoemd. Naast de lichtopstanden aan de kust, is er ook een in Beveren-Kruibeke-Zwijndrecht. Deze staat nabij Fort Liefkenshoek, en is de enige uit de haven van Antwerpen die enigszins het uitzicht van een kleine vuurtoren heeft. Bovendien wordt gesuggereerd dat bepaalde kerken dienst deden als vuurtoren, waaronder de Sint-Willibrorduskerk in Middelkerke. Ook de Sint-Amanduskerk in Mechelen zou een vergelijkbare functie hebben gehad voor schepen op de Zenne, Dijle en Rupel.

### Overige

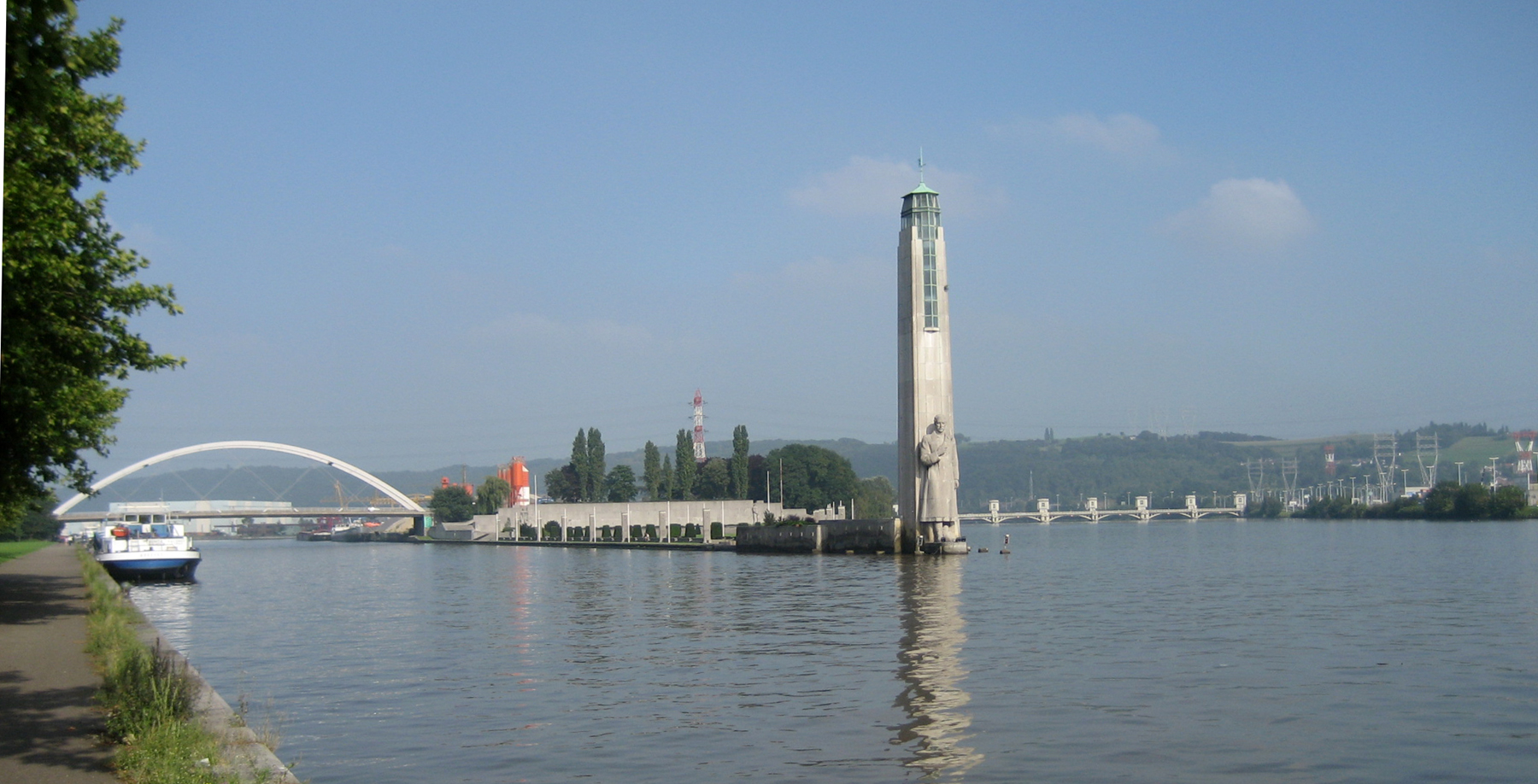
De Mémorial Albert I^{er} bevindt zich aan het Albertkanaal in Luik en is een van de weinige vuurtorens in het binnenland.

Luik telt twee vuurtorens, die echter een louter esthetische functie hebben. De Mémorial Albert Ier werd effectief gebouwd als vuurtoren. Hij werd in 1939 geopend als onderdeel van de Exposition internationale de la technique de l'eau. De vuurtoren staat aan de ingang van het toen nieuwe Albertkanaal, en vormt een eerbetoon aan de onlangs overleden koning Albert I. Voor de vuurtoren bevindt zich een groot standbeeld van de koning. Een tweede vuurtoren in de stad is het in 1935 geopende Monument voor de intergeallieerden, waarop sinds 2014 een lichtbaken is aangebracht dat elke nacht actief is. In de jachthaven van Hasselt staat sinds 2010 een vuurtoren, die in 2024 werd vervangen door een zes meter hoog exemplaar. Deze geeft eveneens licht, maar heeft geen actieve navigatiefunctie.

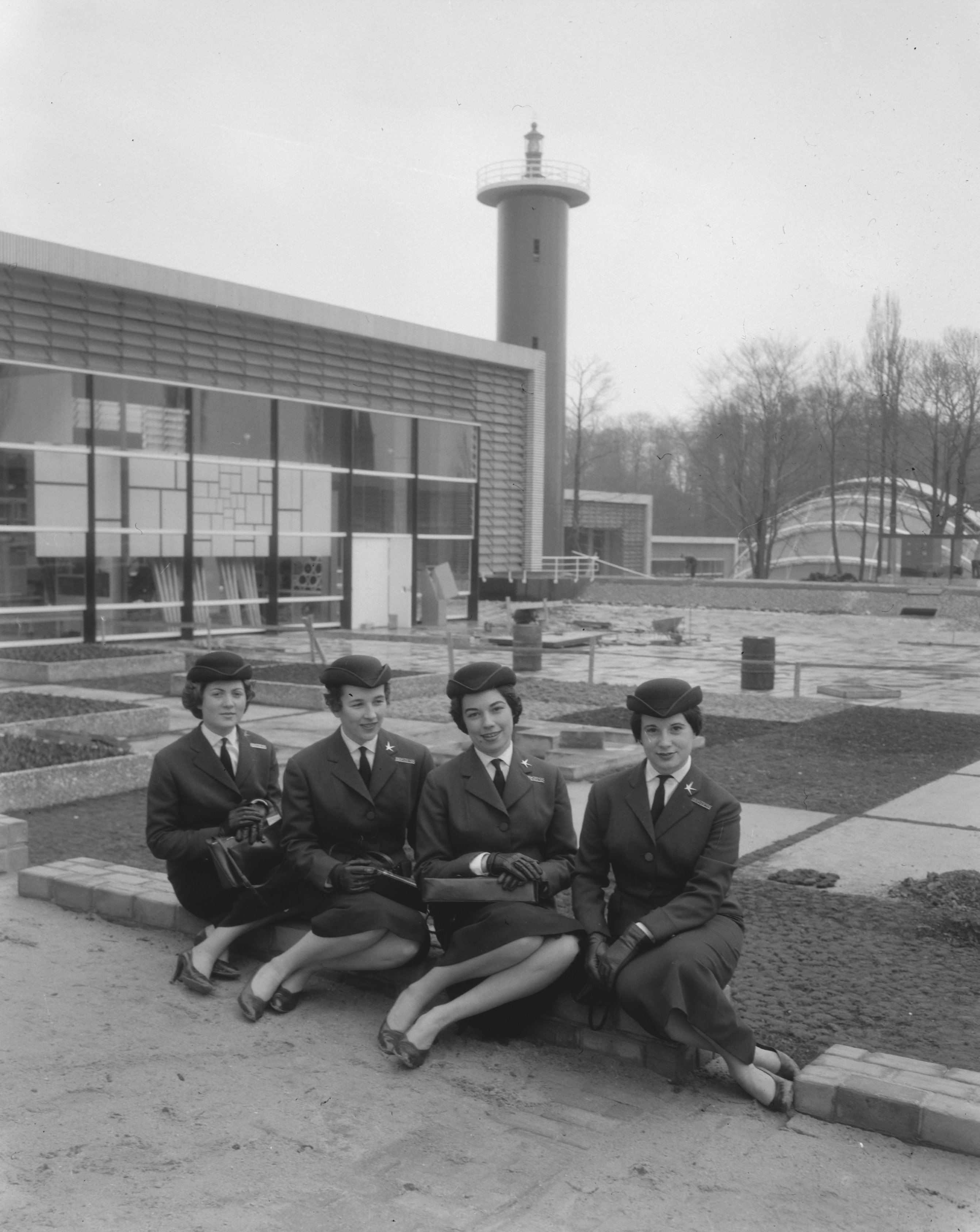
Enkele hostessen poseren voor de tijdelijke vuurtoren in Brussel tijdens Expo 58.

In 1934 werd in Sambreville, op een Frans militair kerkhof, de zogenaamde Phare Breton geplaatst ter ere van de Bretoense soldaten die er sneuvelden tijdens de Eerste Wereldoorlog. Sinds 1951 staat in Koksijde een gedenkteken ter ere van de Belgische en geallieerde piloten uit beide wereldoorlogen in de vorm van een vuurtoren. Het Nederlands paviljoen op Expo 58 in Brussel bevatte een vuurtoren die tijdelijk in de stad stond opgesteld. In 2016 verscheen op het dak van Bozar in Brussel tijdelijk A lighthouse for Lampedusa, een kunstwerk van Thomas Kilpper dat een vuurtoren toont gemaakt van de overblijfselen van de rubberboten waarmee vluchtelingen de Middellandse Zee overstaken. De vuurtoren vormt een verwijzing naar die van Alexandria en die van Capo Grecale. In 2020 opende de zogenoemde Vuurtoren/Uitkijktoren van Guillaume Bijl in De Haan, een kustgemeente die al sinds de zestiende eeuw geen vuurtoren meer had, met het verdwijnen van het Torrekin. Hoewel deze het uitzicht heeft van een traditionele vuurtoren, heeft deze geen lampen. Hij is wel toegankelijk als uitkijkpunt. In verschillende Belgische dierentuinen en pretparken, waaronder Plopsa Indoor Hasselt, Boudewijn Seapark, Pairi Daiza, Sea Life Blankenberge, Mini-Europa en Walibi Belgium staan of stonden replica's van vuurtorens. Het bedrijf Shurgard, met ruim twintig vestigingen in België, heeft bij de meeste van hun vestigingen een vuurtoren op het terrein staan.

### Voormalige koloniën

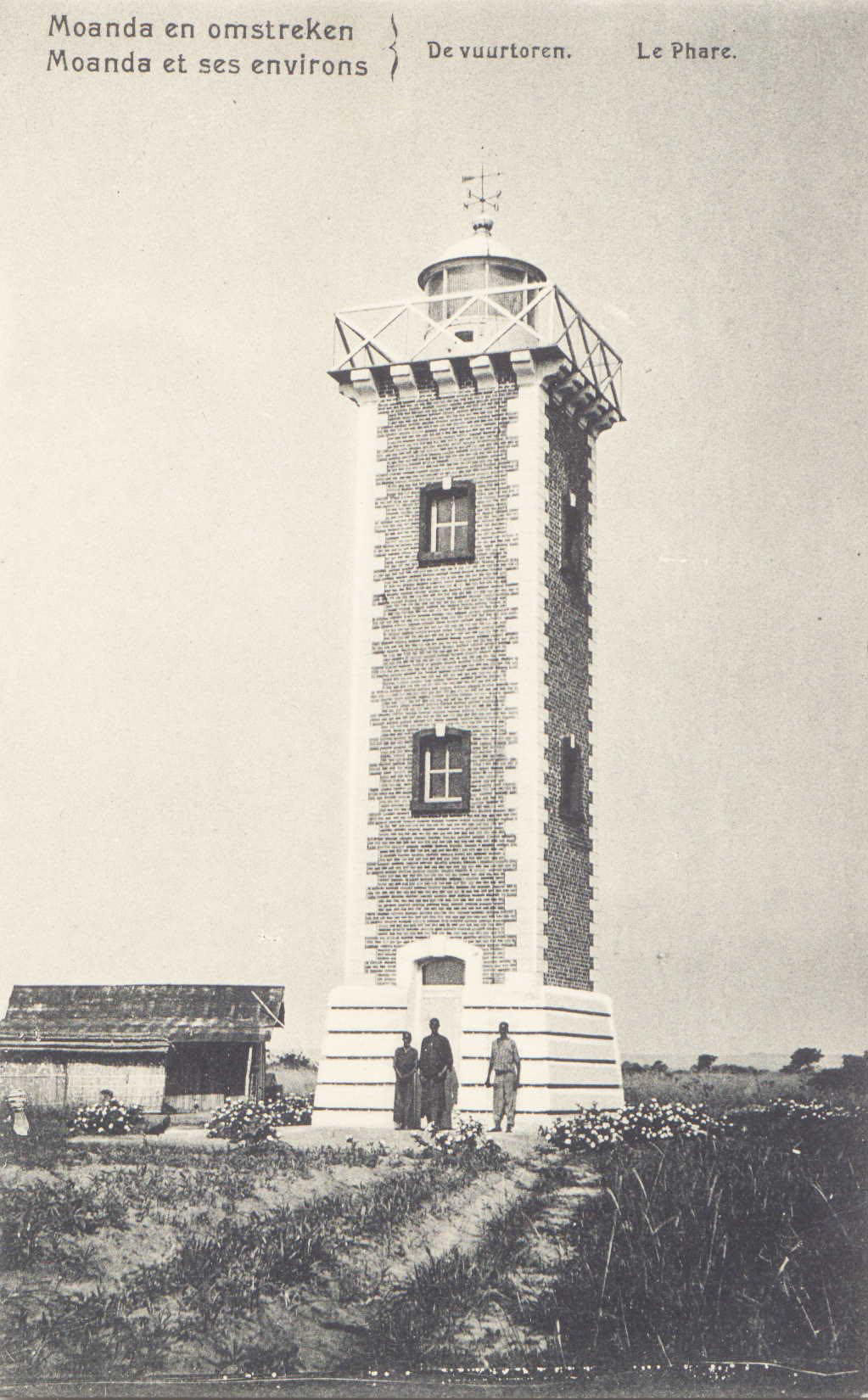
De vuurtoren van Moanda (Congo-Kinshasa) in de eerste helft van de twintigste eeuw.

Gedurende de periode waarin Congo-Kinshasa tot België behoorde als Onafhankelijke Congostaat en later Belgisch-Congo, werden er een aantal vuurtorens gebouwd in dat land. De bekendste zijn de vuurtoren van Moanda en de vuurtoren van Kupundji, die nog steeds aanwezig zijn.

### Lichtschepen
Naast de vuurtorens aan land, zijn er ook een aantal vuurtorens op zee aanwezig. Deze lichtschepen werden voor het eerst in gebruik genomen halverwege de negentiende eeuw. De Paardemarkt was de eerste, en werd vanaf 1848 in gebruik genomen op de zandbank nabij het Zwin. In 1863 veranderde deze van naam naar de Wielingen, en verhuisde deze naar de Pas van Wielingen. De oorspronkelijke locatie werd overgenomen door de West-Hinder, die vanaf 1864 op die zandbank actief was. Deze werd in 1912 geramd door een mijnenveger en zonk. In 1882 kreeg de Wielingen het gezelschap van de Wandelaar. In de jaren 1920 werden ze vervangen door boeien. In 1950 werden drie identieke schepen gebouwd in Oostende, bekend als de West-Hinder I, II en III. Ze waren afwisselend actief op de zandbanken West Hinder en Wandelaar. In 1960 zonk de West-Hinder III na een botsing met een Noorse tanker, maar hij kon gered worden. In 1968 ging het eerste schip op pensioen, gevolgd door het derde in 1992 en het tweede in 1994. Ze zijn ondertussen allemaal museumschepen, de I in Beveren-Kruibeke-Zwijndrecht, de II in Brugge en de III in Antwerpen. In 1993 opende ter vervanging van de schepen in de Noordzee een vuurtoren op een platform, eveneens genaamd West-Hinder. Het wordt aangedreven door windturbines en zonnepanelen, en is nog steeds actief. Een vierde lichtschip, de Mayflower, is aangemeerd in Brugge. Het vervulde aanvankelijk zijn functie tot 1935 in Nederland, waar het in 1884 werd gebouwd, maar kwam in privéhanden en werd omgebouwd tot restaurant.

## Lijst van huidige vuurtorens

### Vuurtorens
| Naam (locatie)                  | Huidige situatie                                                   | Hoogte | Opening (architect)                | Foto |
| ------------------------------- | ------------------------------------------------------------------ | ------ | ---------------------------------- | ---- |
| Vuurtoren (Brugge)              | Actief, beschermd monument sinds 1999                              | 18 m   | 1907                               |      |
| Lange Nelle (Oostende)          | Actief, beschermd monument sinds 2004                              | 58 m   | 1949                               |      |
| Vuurtoren (Nieuwpoort)          | Actief, beschermd monument sinds 2005                              | 29 m   | 1949                               |      |
| Comte Jean Jetty (Blankenberge) | Actief, beschermd monument sinds 2004                              | 32 m   | 1950 (Jules Lamote)                |      |
| Nieuw Hoog Licht (Zeebrugge)    | Actief                                                             | 40 m   | 1983                               |      |
| Nieuw Laag Licht (Zeebrugge)    | Actief                                                             | 20 m   | 1983                               |      |
| West-Hinder (Noordzee)          | Actief                                                             | 23 m   | 1993                               |      |
| Vierboete (Nieuwpoort)          | Inactief sinds 1896, vernietigd in 1914, ruïnes opgegraven in 1996 | 30 m   | 1284                               |      |
| Vuurtoren (Knokke-Heist)        | Inactief sinds 1914, afgebroken in 1952, heropgebouwd in 2007      | 17 m   | 1872 (Eugène Piens) 2007 (replica) |      |
| Hoog Licht (Knokke-Heist)       | Inactief sinds 1977, beschermd monument sinds 1981                 | 34 m   | 1907 (Jean Cousin & Louis Coiseau) |      |
| Laag Licht (Knokke-Heist)       | Inactief sinds 1977, beschermd monument sinds 1987                 | 9 m    | 1907 (Jean Cousin & Louis Coiseau) |      |

### Lichtopstanden
| Naam (locatie)                              | Huidige situatie                                            | Hoogte | Opening (architect) | Foto |
| ------------------------------------------- | ----------------------------------------------------------- | ------ | ------------------- | ---- |
| Oeverlicht (Brugge)                         | Inactief, beschermd monument sinds 2005                     | 3 m    | 1895                |      |
| Oostelijk havenhoofd (Brugge)               | Actief                                                      | 30 m   | Jaren 1980          |      |
| Oostelijk havenhoofd (Nieuwpoort)           | Actief                                                      | 9 m    | 1880                |      |
| Voormalig oostelijk havenhoofd (Oostende)   | Inactief sinds 2011, lichttoren verplaatst naar scheepswerf | 9 m    | 1890                |      |
| Oostelijk havenhoofd (Oostende)             | Actief                                                      | 17 m   | 2021                |      |
| Westelijk havenhoofd (Blankenberge)         | Inactief                                                    | 8 m    | 1913                |      |
| Westelijk havenhoofd (Brugge)               | Actief                                                      | 30 m   | Jaren 1980          |      |
| Westelijk havenhoofd (Nieuwpoort)           | Actief                                                      | 9 m    | 1880                |      |
| Voormalig westelijk havenhoofd (Oostende)   | Inactief sinds 2015                                         | 9 m    | 1890                |      |
| Westelijk havenhoofd (Oostende)             | Actief                                                      | 17 m   | 2021                |      |
| Liefkenshoek (Beveren-Kruibeke-Zwijndrecht) | Actief                                                      | 1 m    | ?                   |      |

### Lichtschepen
| Naam (locatie)                               | Huidige situatie                 | Hoogte | Opening (architect)            | Foto |
| -------------------------------------------- | -------------------------------- | ------ | ------------------------------ | ---- |
| West-Hinder I (Beveren-Kruibeke-Zwijndrecht) | Museumschip, inactief sinds 1968 | 38 m   | 1950 (Beliard, Crighton & Co.) |      |
| West-Hinder II (Brugge)                      | Museumschip, inactief sinds 1994 | 38 m   | 1950 (Beliard, Crighton & Co.) |      |
| West-Hinder III (Antwerpen)                  | Museumschip, inactief sinds 1992 | 38 m   | 1950 (Beliard, Crighton & Co.) |      |
| Mayflower (Brugge)                           | Restaurant, inactief sinds 1939  | 34 m   | 1884                           |      |

### Overige
| Naam (locatie)                                                                           | Huidige situatie                                   | Hoogte   | Opening (architect)        | Foto |
| ---------------------------------------------------------------------------------------- | -------------------------------------------------- | -------- | -------------------------- | ---- |
| Phare Breton (Sambreville)                                                               | Kunstwerk, esthetisch lichtbaken actief sinds 1934 | ?        | 1934                       |      |
| Monument voor de intergeallieerden (Luik)                                                | Esthetisch lichtbaken actief sinds 2014            | 75 m     | 1935 (Jos Smolderen)       |      |
| Mémorial Albert Ier (Luik)                                                               | Onbekend                                           | 42 m     | 1939 (Joseph Moutschen)    |      |
| Gedenkteken voor de Belgische en geallieerde piloten van beide wereldoorlogen (Kortrijk) | Kunstwerk, beschermd monument sinds 2010           | 18 m     | 1951 (Joseph Witterwulghe) |      |
| Nationaal Monument voor de Zeelieden (Oostende)                                          | Kunstwerk, beschermd monument sinds 2005           | ?        | 1954 (Willy Kreitz)        |      |
| Vuurtoren (Hasselt)                                                                      | Esthetisch lichtbaken actief sinds 2010            | 6 m      | 2010 2024 (huidige toren)  |      |
| Vuurtoren/Uitkijktoren (De Haan)                                                         | Kunstwerk en uitkijktoren                          | 14 m     | 2020 (Guillaume Bijl)      |      |
| Tal van namaakvuurtorens in pretparken en dierentuinen                                   | Variabel                                           | Variabel | Variabel                   |      |
| Namaakvuurtorens van Shurgard                                                            | Variabel                                           | Variabel | Variabel                   |      |

Nieuwpoort · 
Oostende · 
Blankenberge · 
Zeebrugge · 
Heist Laag · 
Heist Hoog · 
Knokke